# فرقة بانزرجرينادير 15 (الفيرماخت)
فرقة بانزرجرينادير 15 فرقة متنقلة للجيش الألماني في الحرب العالمية الثانية.

## التاريخ القتالي

### صقلية
في يوليو 1943، تم تشكيل فرقة بانزرجريندير الخامسة عشر الجديدة، بقيادة جنرال إليوتانت إبرهارد رودت، عن طريق إعادة تشكيل فرقة صقلية وتضمين بقايا فرقة بانزر الخامسة عشر السابقة.

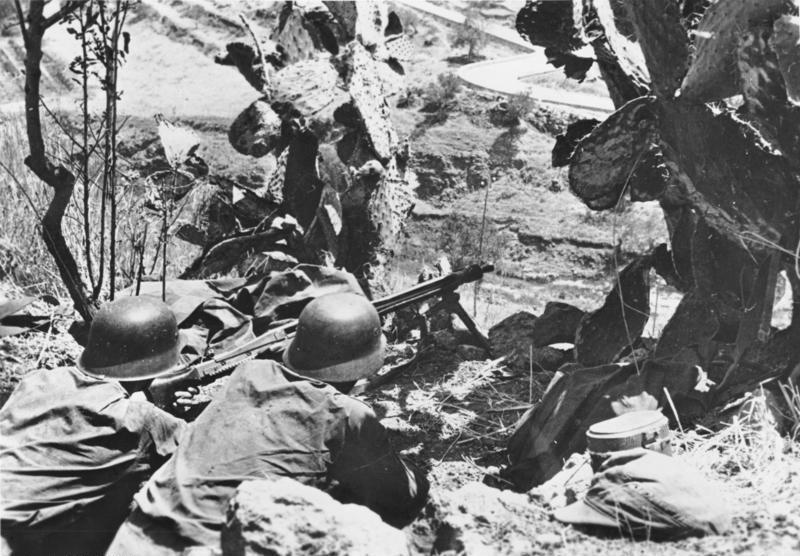
موقع رشاش في صقلية

لم يمض وقت طويل قبل أن تشارك في القتال مرة أخرى، هذه المرة في صقلية. عندما انسحب الألمان من غرب صقلية (نتيجة لغزو الحلفاء، الذي أطلق عليه اسم عملية هاسكي)، توقفوا وبدأوا في إنشاء دفاعات بالقرب من بلدة تروينا على طول الطريق السريع 120.

### شمال غرب أوروبا
خاضت الفرقة 15 بانزرغرينادير بقية الحرب على الجبهة الغربية. قاتلت ارقة في معركة الثغرة، حيث شاركت في حصار باستون وفي عملية القنبلة، تخدم تحت جيش المظليين الأول. استسلمت للبريطانيين في نهاية الحرب.

## القادة
| تاريخ          | قائد                             |
| -------------- | -------------------------------- |
| 1 يوليو 1943   | جينيرال لوتنانت إبرهارد رودت     |
| أكتوبر 1943    | جينيرال لوتنانت إرنست غونتر بادي |
| 20 نوفمبر 1943 | جينيرال لوتنانت إبرهارد رودت     |
| 5 سبتمبر 1944  | أوبرست (عقيد) كارل ثيودور سيمون  |
| 9 أكتوبر 1944  | لواء هانز يواكيم                 |
| 28 يناير 1945  | أوبرست فولفجانج ماوكي            |

## جرائم حرب
تورطت الفرقة في مذبحة بيلونا، كامبانيا، التي نفذت بين 6 و7 أكتوبر 1943، عندما تم إعدام 54 مدنيًا.  